# Sergey Dmitriev
Sergey Igorevich Dmitriyev (Leningrado, 19 de março de 1964 – 26 de dezembro de 2022) foi um futebolista russo que atuou como atacante.

## Carreira
Dmitriev jogou no Zenit, com o qual conquistou o Campeonato Soviético em 1984. Enquanto esteve no clube, disputou 173 partidas, marcou 55 gols e fez três assistências. Também atuou no CSKA Moscou, onde venceu tanto a liga nacional quanto a Copa da União Soviética em 1991, e no Spartak, com o qual ganhou o Campeonato Russo em 1997.
Esteve na Seleção Soviética que foi vice-campeã da Euro 1988.

## Morte
Dmitriev morreu em 26 de dezembro de 2022.